# Виу
Виу (итал. Viù) — коммуна в Италии, располагается в регионе Пьемонт, в провинции Турин.
Население составляет 1198 человек (2008 г.), плотность населения составляет 15 чел./км². Занимает площадь 84 км². Почтовый индекс — 10070. Телефонный код — 0123.
Покровителем коммуны почитается святитель Мартин Турский, празднование 11 ноября.

## Демография
Динамика населения:

## Администрация коммуны
- Официальный сайт: https://web.archive.org/web/20090716181404/http://www.portaleviu.com/comune/home_viu.htm